# Metasemantica
La metasemantica è una tecnica letteraria teorizzata ed utilizzata da Fosco Maraini nella sua raccolta di poesie "Gnòsi delle fànfole" del 1966. Il termine origina dal prefisso μετα- (meta-) e dalla parola σημαντικός (sēmantikós).

## Definizione
La semantica è quella parte della linguistica che studia il significato delle parole (semantica lessicale), degli insiemi delle parole, delle frasi (semantica frasale) e dei testi. La metasemantica, nell'accezione proposta dal Maraini, va oltre il significato delle parole e consiste nell'utilizzo di parole prive di significato, ma dal suono familiare alla lingua a cui appartiene il testo stesso e di cui deve seguire le regole sintattiche e grammaticali. Dal suono e dalla posizione all'interno del testo si possono attribuire significati più o meno arbitrari a tali parole.
La tecnica gode di un certo seguito tra poeti italiani, soprattutto amatoriali.
Così, nell'introduzione a Gnòsi delle Fànfole, Fosco Maraini spiega cosa è la poesia, o linguaggio, metasemantico:
Potrei anche aggiungere che la poesia metasemantica è fortemente bipolare. Tutta la poesia – si capisce! – è bipolare. Hai un testo e hai un lettore; dalla crasi dei due sprizzano, oppure no, delle scintille. Ma nel linguaggio normale la bipolarità è meno caratteristica. Si può addirittura trattare la poesia come un oggetto esterno, un pezzo di mondo esistente qual monumento fuori di noi, … »»
E prosegue sottolineando l’aspetto ludico della sua invenzione:
Un linguaggio simile a questa tecnica, per lo più definito come non-sense, era stato usato anche da Lewis Carroll nel suo poemetto Jabberwocky pubblicato nel 1871.

## Esempi
Il più celebre esempio di metasemantica, nell'accezione datale dal Maraini, è la sua poesia Il Lonfo, nota anche per la recitazione che ne ha fatto Gigi Proietti..
I primi quattro versi della poesia  Il giorno ad urlapicchio suonano così: